# Małachów-Dęba
Małachów-Dęba – osada leśna w Polsce położona w województwie świętokrzyskim, w powiecie koneckim, w gminie Końskie.
W latach 1975–1998 miejscowość należała administracyjnie do województwa kieleckiego.